# Dhoom
Dhoom (hindi: धूम, urdu: دھوم, niemiecki tytuł: „Dhoom!-Die Jagd beginnt)” – bollywoodzki film akcji z 2004 roku w reżyserii Sanjaya Gadhviego, wyprodukowany przez „Yash Raj Films” (Aditya Chopra i jego syn Yash Chopra). Zdjęcia kręcono w Mumbaju i w stanie Goa.
Film ma odniesienia do francuskiego filmu z 1998 roku Taxi, hollywoodzkiego filmu z 1991 roku Point Break  i hollywoodzkiego filmu z 2004 Torque. Był jednym z największych hitów w Indiach w 2004 roku. W rolach głównych Abhishek Bachchan, John Abraham i Uday Chopra. Sequel Dhoom 2 powstał w 2006.

## Obsada
- Abhishek Bachchan – oficer policji Jai Dixit
- John Abraham – Kabir
- Uday Chopra – Ali
- Esha Deol – Sheena
- Rimi Sen – Sweety Dixit

## Nagrody
- 2005: Nagroda IIFA za Najlepszą Rolę Negatywną – John Abraham
- 2005: Nagroda Zee Cine za Najlepszą Rolę Negatywną – John Abraham
- 2005: Nagroda Zee Cine za Najlepszy Playback Męski – Sunidhi Chauhan za „Dhoom MachaLe”
- 2005: Nagroda Zee Cine za Najlepszą Piosenkę – „Dhoom MachaLe”